# Me and the Devil Blues
Me and the Devil Blues è una canzone blues di Robert Johnson.

## Il brano
Una delle canzoni più celebri e celebrate del bluesman, è un brano nel quale l'autore immagina un incontro con il demonio. 